# クローンサーン駅 (BTS)
クローンサーン駅（タイ語:สถานีคลองสาน）は、タイ王国バンコク都クローンサーン区にある、バンコク・スカイトレイン（BTS）ゴールドラインの駅である。駅番号は「G3」。

## 概要
- 2020年12月16日 - ゴールドラインの駅が開業[1]。

## 駅構造
タクシン病院前にある高架駅であリ2階部分は改札階、3階部分はホーム階となっている。プラットホームは長さ81メートルある相対式ホーム2面2線を有している。

### のりば
| 番線 | 路線            | 行先                   |
| ---- | --------------- | ---------------------- |
| 1    | ■ゴールドライン | クルン・トンブリー方面 |
| 2    | ■ゴールドライン | クルン・トンブリー方面 |

## 隣の駅
バンコク・スカイトレイン
■ゴールドライン
クルン・トンブリー駅 (G1) - チャルンナコーン (G2) - クローンサーン (G3)